# Château d'Ulvsunda
 (mai 2024).
Si vous disposez d'ouvrages ou d'articles de référence ou si vous connaissez des sites web de qualité traitant du thème abordé ici, merci de compléter l'article en donnant les références utiles à sa vérifiabilité et en les liant à la section « Notes et références ».
Le château d'Ulvsunda est situé dans le quartier du même nom, dans la banlieue ouest de Stockholm en Suède. Il a été construit entre 1644 et 1647 pour le compte du maréchal Lennart Torstenson, qui est aussi à l'origine du palais Arvfurstens de la place Gustav Adolfs torg, au centre de la capitale suédoise.

## Histoire

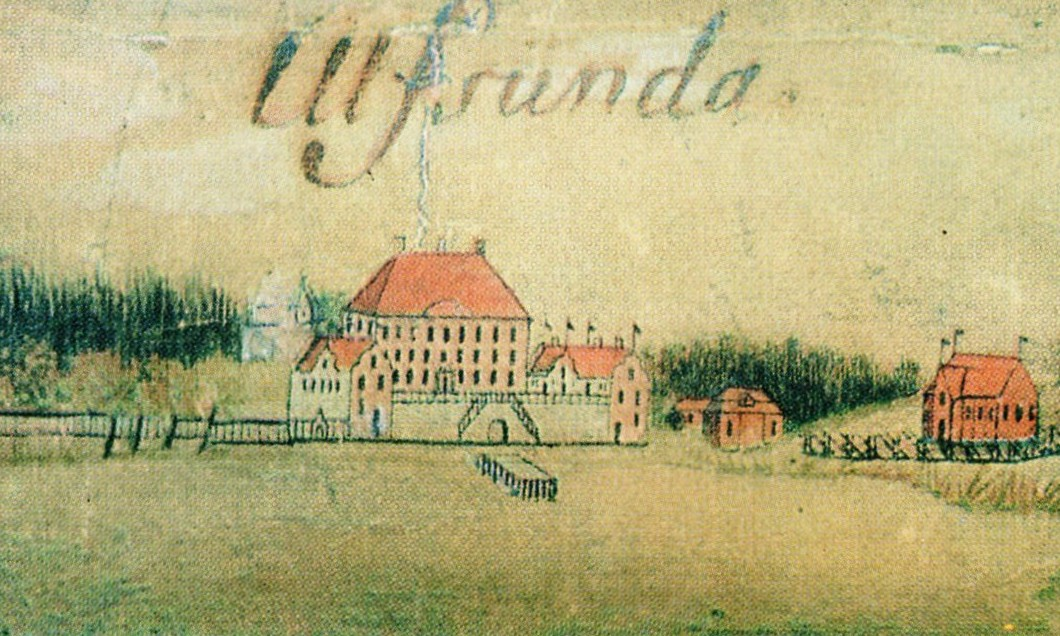
Peinture de Carl Gripenhielm en 1689.

Les travaux de construction s'achèvent juste avant le retour en Suède de Torstenson, au terme de sa glorieuse carrière militaire. Le château a été construit dans le cadre d'un conflit d'orgueil qui l'oppose à Åke Axelsson Natt och Dag, le fondateur du château d'Åkeshov. À l'origine, le bâtiment est orné d'un toit de cuivre pentu, typique de la Renaissance germano-hollandaise, et les façades sont décorées de fresques représentant des guerriers romains armés de lances.
En 1727, la famille Torstenson doit se séparer du château, qui passe ensuite entre les mains de diverses familles de la noblesse suédoise : Bielke, Gyllenkrook, Rudenschöld ou encore Ruuth. Au début du XIXe siècle, c'est le baron von Essen qui s'en porte acquéreur. Von Essen revend le toit de cuivre qu'il fait remplacer par le toit en tuiles que l'on peut encore voir aujourd'hui. Il fait également rénover les façades, recouvrant à cette occasion les anciennes fresques.
Gustaf Åkerhielm, premier ministre suédois de 1889 à 1891, est le dernier baron à occuper le château. Après sa mort en 1900, le bâtiment passe dans le domaine public. En 1905, la préfecture de Stockholm l'achète pour 250 000 couronnes. Elle y fonde un centre de soin à destination des « simples d'esprit, alcooliques et autres vagabonds », qui reste en activité jusqu'à l'automne 1972. Après d'importants travaux de rénovation conduits par Nils Sterner, le château rouvre ses portes en 1976. Il abrite alors un centre de formation dépendant de la préfecture.
En 1999, le château redevient propriété privée, et des nouveaux travaux de rénovation ont lieu à l'été 2000. Depuis 2003, il appartient à une société d'hôtellerie, Svensk Inredning Viking. Le corps de logis a été converti en salles de conférences et de restauration, tandis que les quatre ailes abritent des chambres d'hôtes. Le château est aussi utilisé comme lieu d'exposition.
Le domaine d'Ulvsunda a donné son nom au quartier de la banlieue de Stockholm où il est situé. C'est aujourd'hui, dans la capitale suédoise, le toponyme dont l'origine est la plus ancienne. Il figure en effet sur une pierre runique, au côté du prénom de son propriétaire, Björn. Björn est donc, de la même façon, le plus ancien nom connu d'un habitant de Stockholm.
Le parc du château a été aménagé au XVIIe siècle.

## Galerie

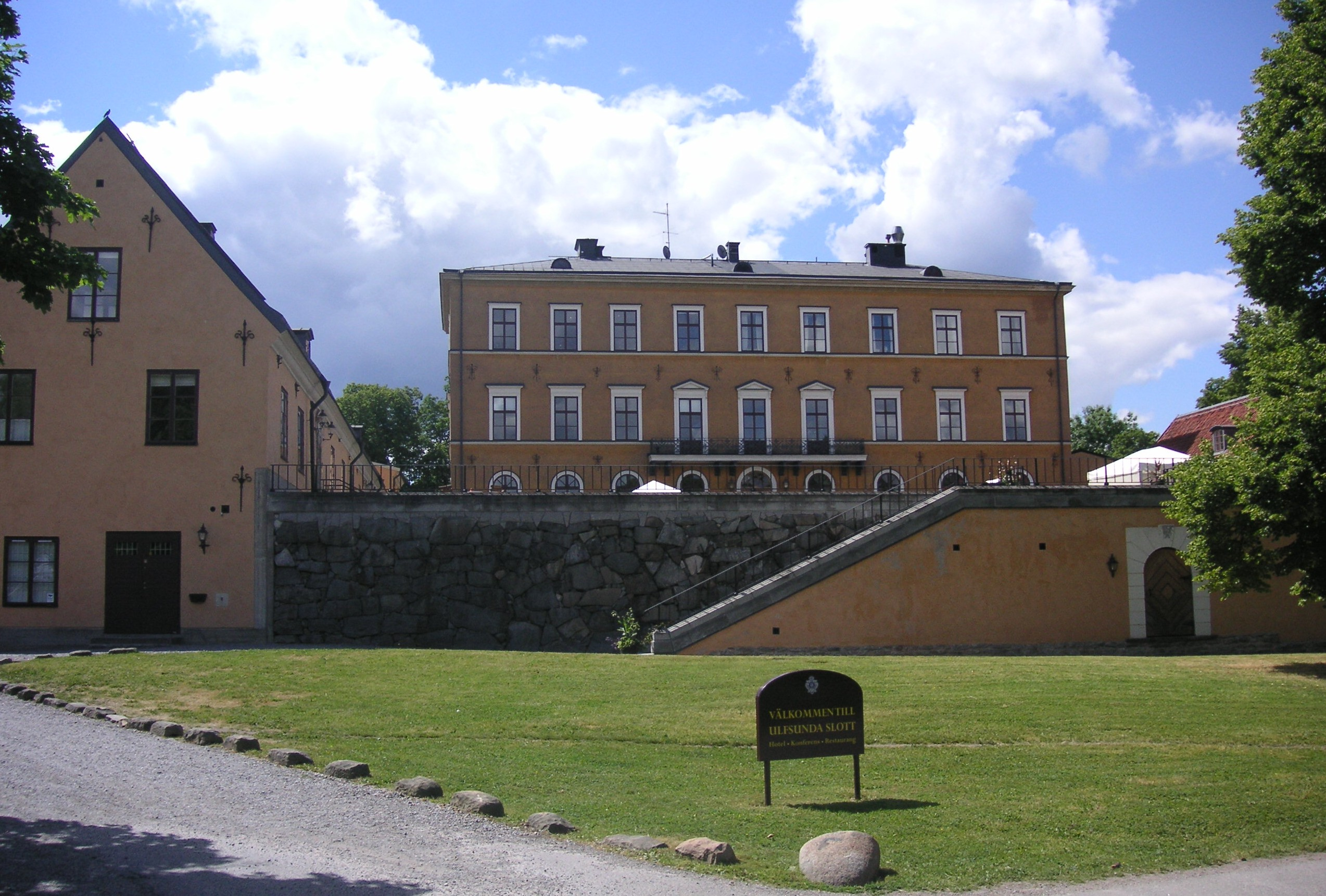
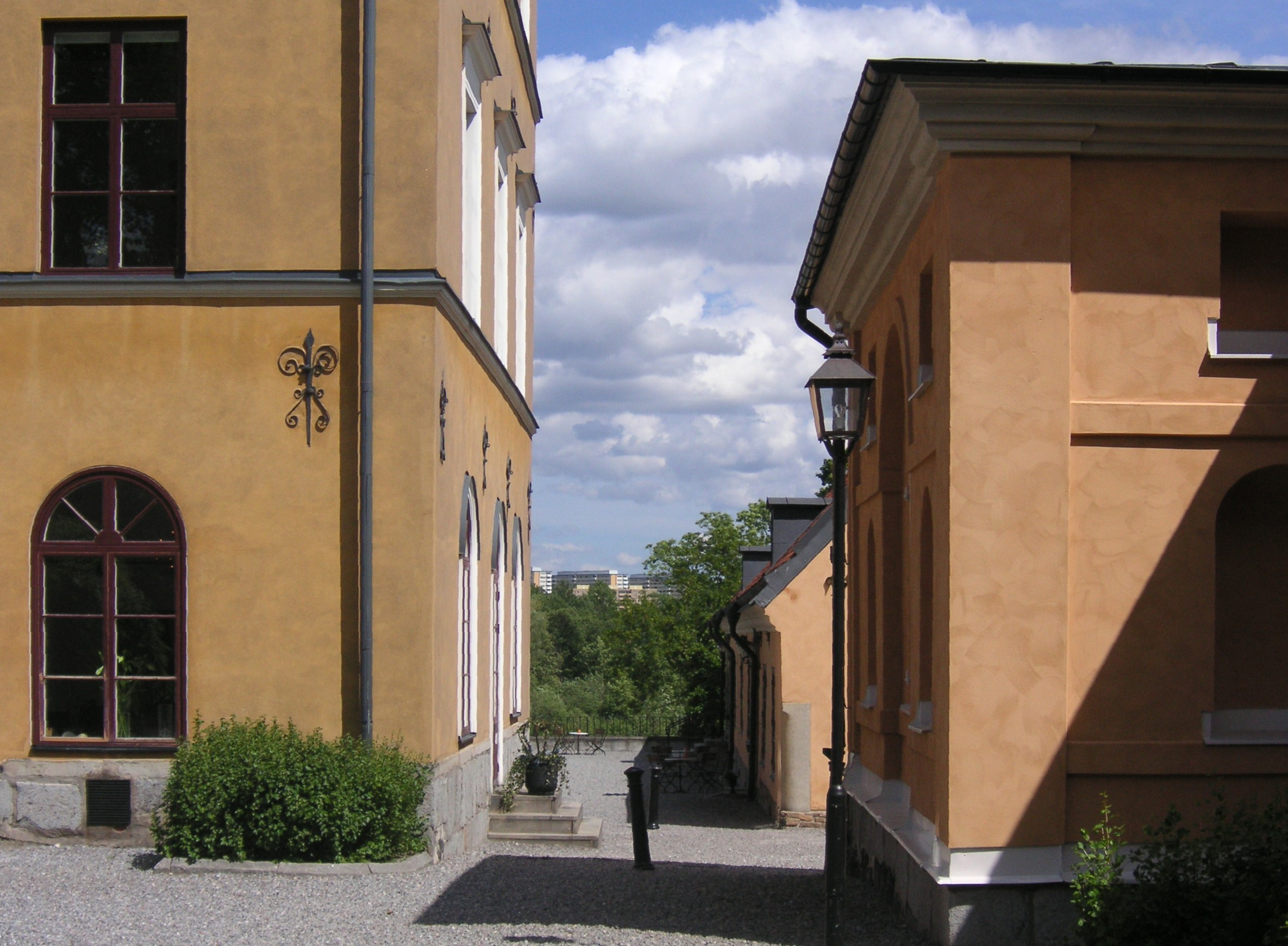
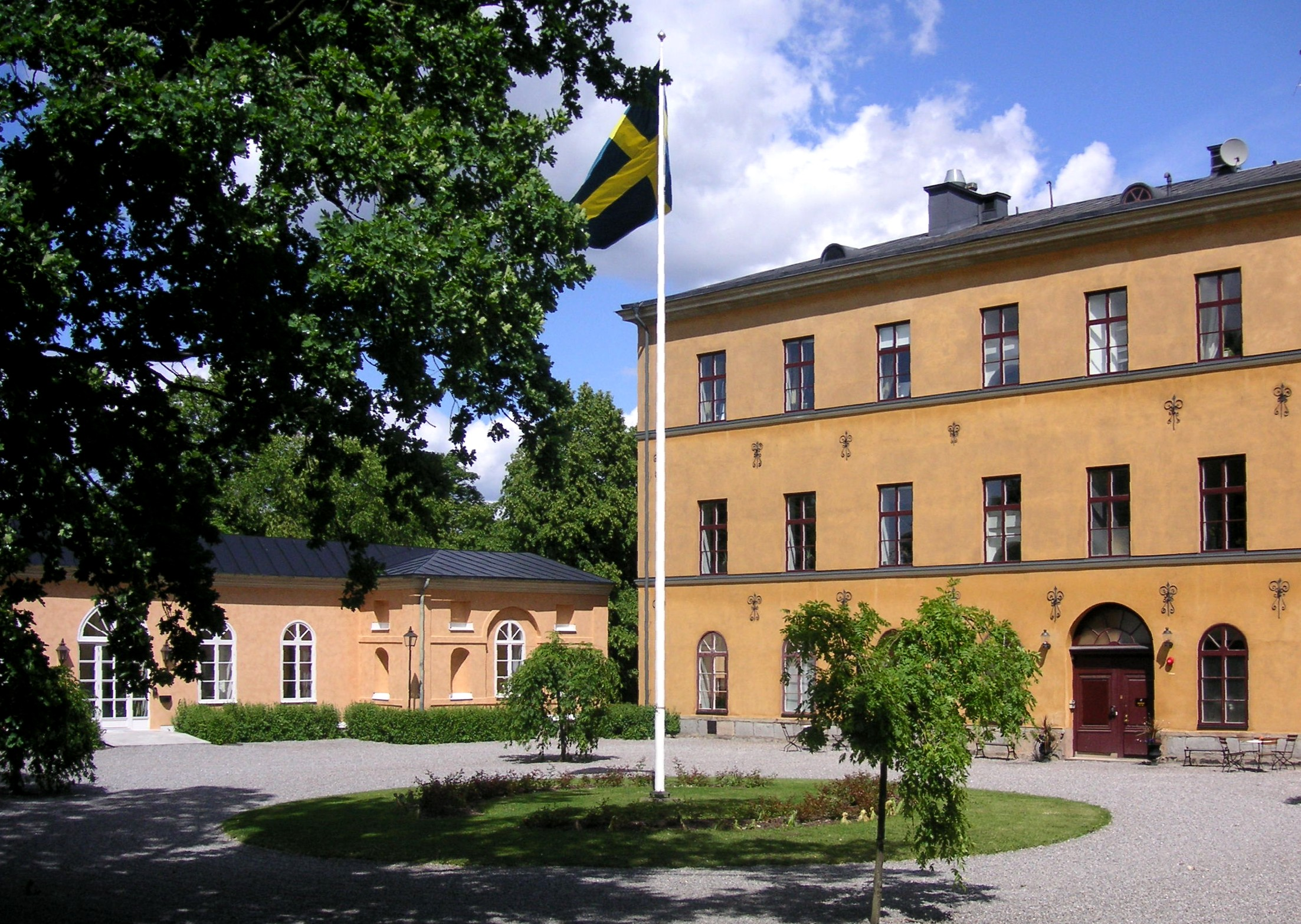
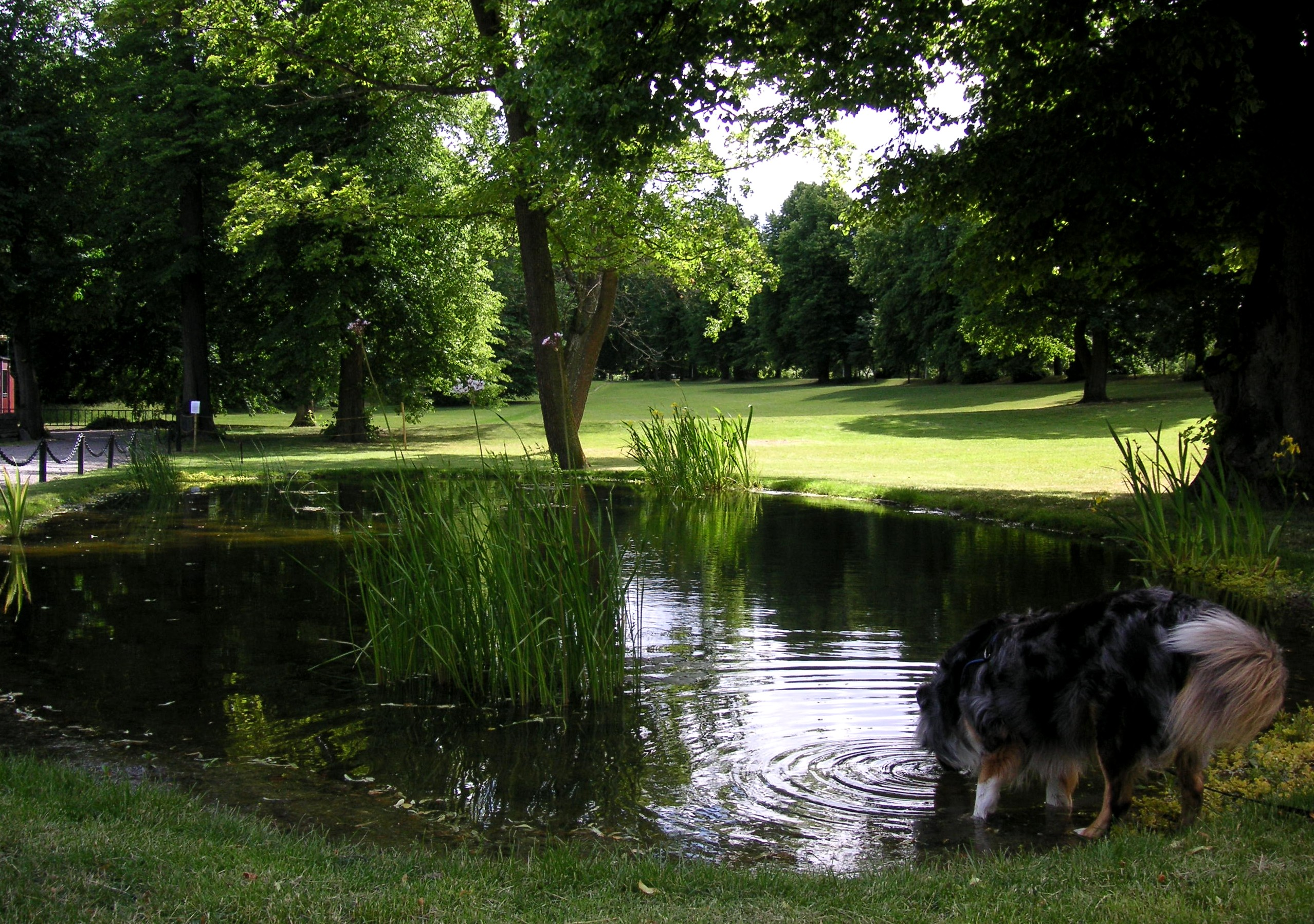